# Design Museum Gent
Design Museum Gent is een museum in Gent met een omvangrijke collectie Belgisch en internationaal design. De verzameling omvat ontwerpen van de art nouveau van Henry Van de Velde tot de hedendaagse avant-gardevormgeving. Het museumcomplex, gelegen in het toeristische hart van de stad Gent, bestaat uit een 18e-eeuws herenhuis en een moderne vleugel. Het behoort tot de twintig meest bezochte musea van België.

## Geschiedenis

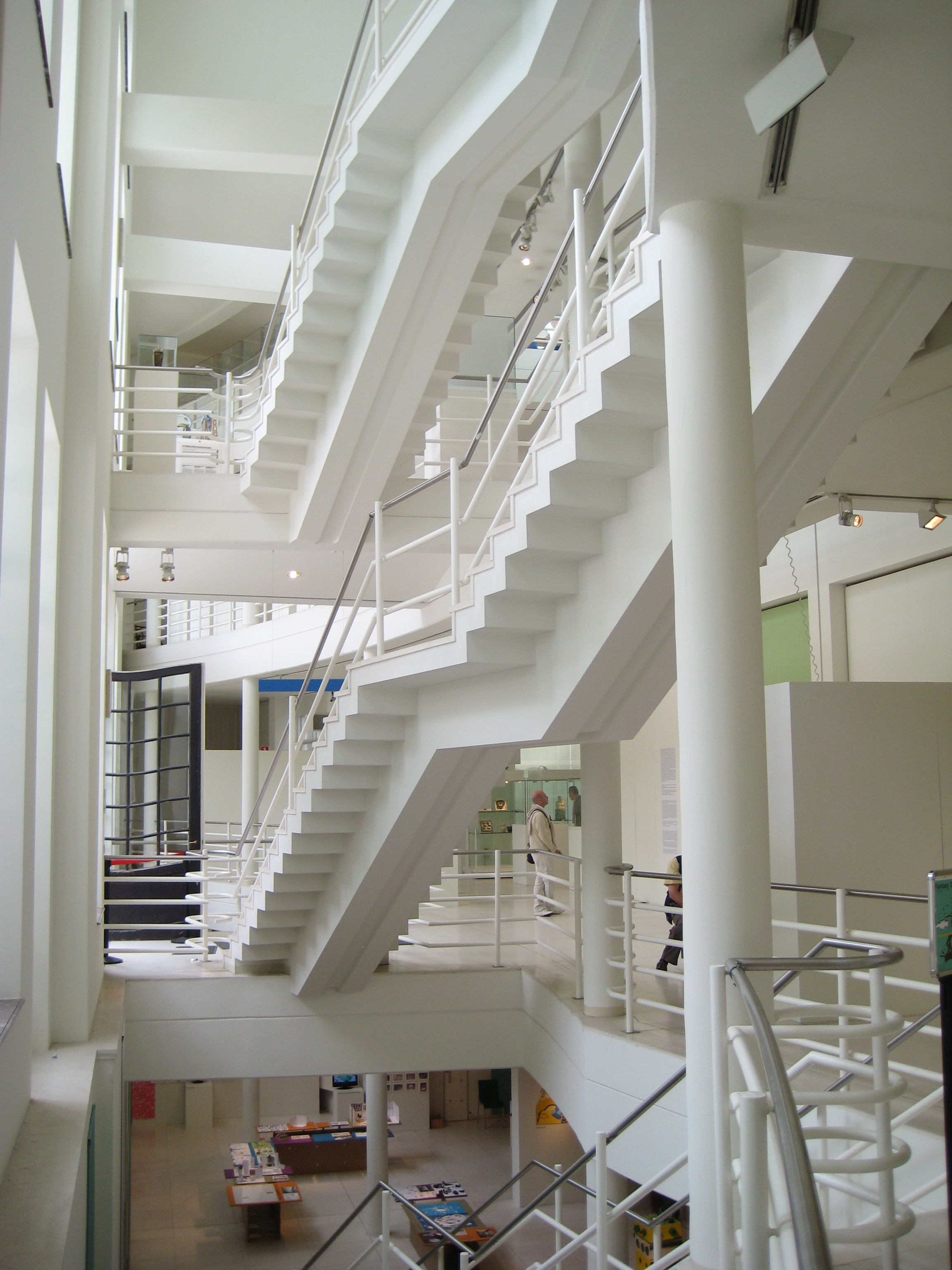
Trappen in de vleugel uit 1992

Design Museum Gent vindt zijn oorsprong in een privé-initiatief van een groep industriëlen en kunstliefhebbers die zich in 1903 verenigden in de 'Union des Arts Industriels et Décoratifs' een 'Musée des Modèles' oprichtten. De collectie bestond aanvankelijk uit een honderdtal goede voorbeelden van meubelen, aangevuld met omvangrijke deelcollecties keramiek, koper en brons, meubelfragmenten en een grote textielverzameling. Die modellen vonden een onderkomen in de academie voor beeldende kunst aan de Sint-Margrietstraat.
Vanwege aankopen in de diverse paviljoenen op de Gentse Wereldtentoonstelling van 1913 en verdere uitbreiding van de collecties werd een nieuwe behuizing gezocht. Die werd gevonden in Hotel de Coninck aan de Jan Breydelstraat, de achttiende-eeuwse stadsresidentie van de gelijknamige familie, waar het museum in 1922 voor het publiek werd geopend. In het nieuwe onderkomen was plaats voor zowel de vaste collectie als voor tijdelijke tentoonstellingen. In 1958 werd de exploitatie van het museum overgenomen door de stad Gent, die reeds eigenaar was van het gebouw. Tussen 1958 en 1973 was het museum gesloten. Na heropening werd werk gemaakt van een uitbreidingsplan, wat in 1992 resulteerde in de opening van een nieuwe vleugel die onderdak bood aan een selectie uit de collectie modern en hedendaags design en aan tijdelijke tentoonstellingen. In functie van de tentoonstellingen kunnen de vloeren van dit gebouw in de hoogte versteld worden door middel van een hydraulische lift in het centrale deel van het gebouw.

## Collectie
De collectie van het museum is geëvolueerd van overwegend 17de- en 18de-eeuwse toegepaste kunsten naar moderne en hedendaagse vormgeving van 1860 tot nu. De voorwerpen van voor 1860 vormen de historische basis. Het museum heeft bij haar collectievorming aan een ruime definitie van design. Het hanteert een aantal criteria die in meer of mindere mate aanwezig zijn in een designproduct: eigentijdsheid, innovatie, ergonomie, duurzaamheid en esthetische relevantie. Zowel seriewerk als unica kunnen aan die eisen voldoen. Innovatie kan betrekking hebben op vorm, functie, materiaal en productietechniek. Aankopen en tentoonstellingen concentreren zich op 20ste-eeuwse en hedendaagse creaties.

### Groei van de collectie

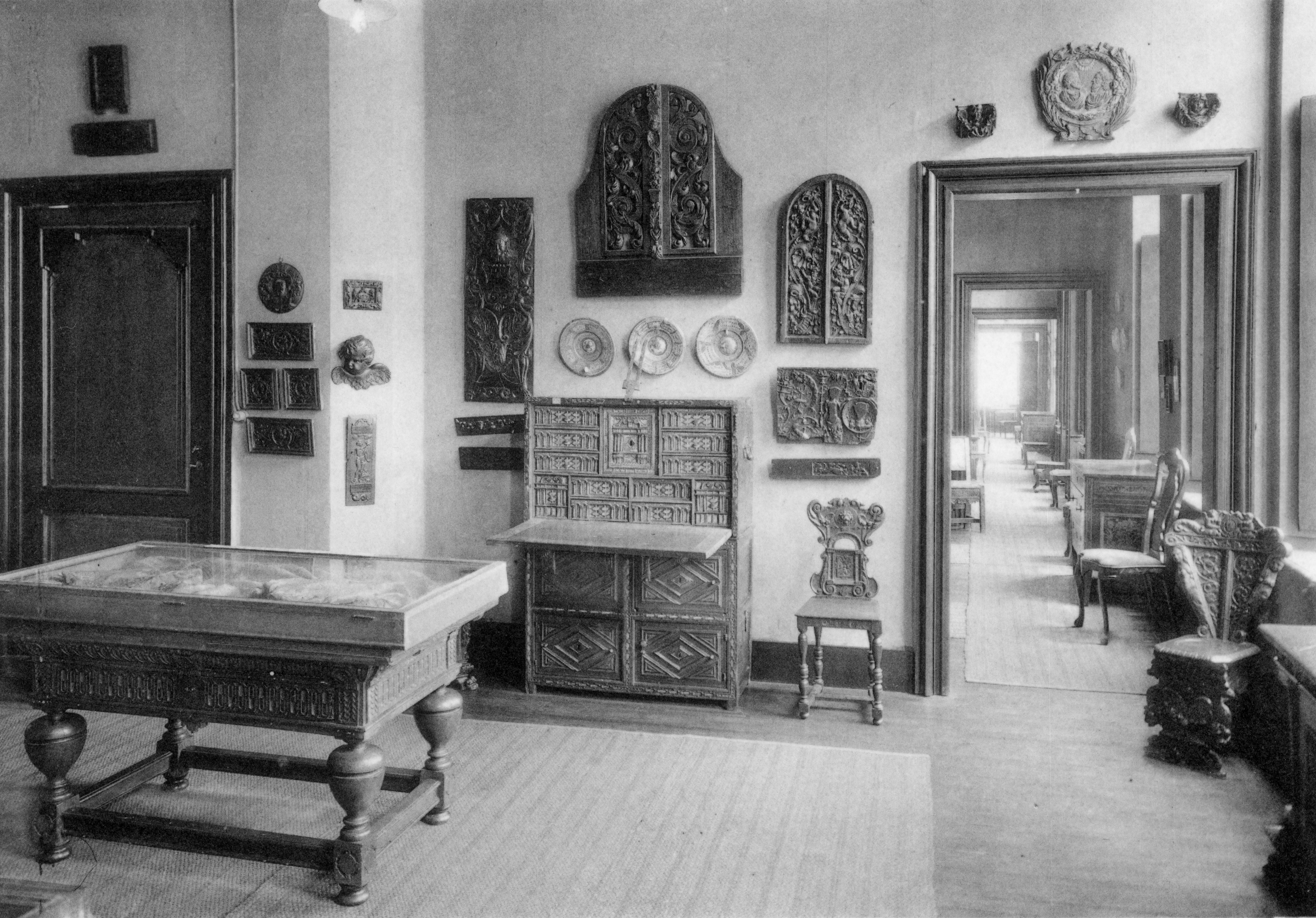
Het museum als modellenmuseum van de Vereniging voor Nijverheids- en Decoratieve Kunsten

De collectie van het Design Museum Gent is gevormd in drie fases:
- In een eerste fase tussen 1903 en 1930 bezit het museum een collectie en bijhorende bibliotheek voor een ‘Musée des Modèles’ met veel aandacht voor een grote variatie aan meubeltypes die dateren uit 1600 - 1800 en met enkele bijzondere deelcollecties zoals art nouveau, asiatica, textiel en Franse art deco.
- In de jaren 1930 - 1974 wordt een minimale aangroei van de collectie opgetekend, niet op zijn minst omdat het museum gesloten is tussen 1958 en 1973.
- Tijdens een derde fase tussen 1974 en 2013 wordt de collectie internationaal design uitgebreid met diverse belangrijke aankopen en schenkingen. Vanaf 1977 verwerft museumconservator (en later directeur) Lieven Daenens belangrijke Belgische art nouveau ensembles van Henry van de Velde, Victor Horta en Paul Hankar. In 1987 legateert interieurontwerper en meubelontwerper Pieter De Bruyne zijn archief als vormgever en docent, samen met een uitgebreide bibliotheek en diverse meubels. In hetzelfde jaar schenkt de gepassioneerde verzamelaar N.F. Havermans bij testament zijn rijke collectie art nouveau en art deco glas, keramiek en zilver. In de loop van de jaren 1980 - 2000 wordt de collectie uitgebreid met nationale en internationale designers. Een belangrijk geheel vormt het Italiaans radicaal design van de ontwerperscollectieven Alchimia en Memphis met onder andere Mendini, Branzi en Sottsass. Na 2013 wordt gewerkt aan een inhaalbeweging voor de collectie Belgisch design vanaf 1970.

### Profiel van de collectie
In de periode vanaf 1975 is de verzameling gegroeid tot bijna 22.000 objecten. De collectie omvat toegepaste kunsten en design vanaf 1450 tot heden, is zowel regionaal, nationaal als internationaal rijk gediversifieerd en vertoont een grote samenhang. Het is de enige collectie in België die een goed beeld geeft van toonaangevend design vanaf art-nouveau. Bovendien bevat ze meerdere topstukken van nationaal en internationaal design. De afgesloten historische deelcollectie (1450 - 1900) munt uit door een brede waaier aan 18de-eeuwse meubels. Het protodesign vanaf 1860 is de opstap naar de moderne designcollectie, die aanvangt met de verzameling art-nouveau en doorloopt tot heden. De collectie omvat grotendeels West-Europees design met een sterke aanwezigheid van werk uit België, Nederland, Frankrijk, Scandinavië en Italië. De verzameling concentreert zich in het bijzonder op het interieurgebonden design in privéwoning en kantoor.

#### Protodesign
Het museum bezit een kleine collectie objecten ontworpen door Christopher Dresser. De meubels van de Weense meubelbedrijven Thonet en Kohn staan ook aan de wieg van het moderne design.

#### Art-nouveau
Design Museum Gent staat internationaal bekend om de verzameling Belgische art nouveau van de hand van Paul Hankar, Gustave Serrurier-Bovy, Victor Horta, Henry van de Velde, Philippe Wolfers en Alfred William Finch. Deze Belgische vormgevers worden bijgestaan door buitenlandse topontwerpers als Louis Majorelle, Emile Gallé, René Lalique, Daum, Richard Riemerschmid, Josef Hoffmann, Otto Wagner en Georg Jensen.

#### Art-deco
Naast Frans glaswerk van Daum, Lalique, Marcel Goupy, Maurice Marinot, Jean Sala, Charles Schneider, Gabriel Argy-Rousseau en koperen vazen van Jean Dunand en Claude Linossier, zijn er keramische vazen van Llorens Artigas, Fernand Rumèbe en serviezen van Jean Luce en Georg Jensen. Er is een grote collectie meubels van de Gentse architect Albert Van huffel, ontwerper van de Basiliek van Koekelberg. Een Belgisch topensemble is het servies ‘Gioconda’ dat Philippe Wolfers in 1925 ontwierp voor de tentoonstelling Exposition des Arts Décoratifs et Industriels in Parijs. Serviezen van de firma’s Wolfers en Delheid behoren tot de top van het Belgische art-deco zilver.

#### Modernisme
Lijnrecht tegenover luxueuze art-deco staat het modernisme van Le Corbusier, Alvar Aalto, Marcel Breuer, Christa Ehrlich, Poul Henningsen en Wilhelm Wagenfeld. De Vlaamse architect-ontwerpers Gaston Eysselinck en Huib Hoste maken deel uit van deze stroming.

#### Organic design
De collectie bevat ook een selectie modern design uit de periode 1945 - 1965 met meubels van Belgische ontwerpers als Willy Van der Meeren, Alfred Hendrickx, Emiel Veranneman, Pieter De Bruyne, Jules Wabbes en Christophe Gevers, van Amerikaanse designers Charles en Ray Eames en Florence Knoll en van de Scandinavische vormgevers Arne Jacobsen, Hans Wegner, Verner Panton, Yrjö Kukkapuro en Kristian Vedel. Nederland, Italië en Scandinavië zijn vertegenwoordigd met glas van de bedrijven Leerdam Glasfabrieken (Andries Dirk Copier), Orrefors (Sven Palmqvist), Venini, Iittala (Tapio Wirkkala). Er is tafelzilver van Henning Koppel (Georg Jensen), Carlo Scarpa (Cleto Munari) en Lino Sabattini (Christofle). Bob Daenen en Vic Cautereels tekenden op de Belgische hoofdzetel van Tupperware Europe veel degelijke keukenobjecten voor dagelijks gebruik.

#### Antidesign
Het museum bezit een uitgebreid ensemble van de Italiaanse antidesign-collectieven Studio Alchimia en Memphis met Ettore Sottsass, Alessandro Mendini, Michele de Lucchi, Matteo Thun, Marco Zanini, Nathalie Du Pasquier.

#### Postmodernisme
Het eerste postmoderne meubel, de kast Chantilly uit 1975, naar ontwerp van Pieter De Bruyne, is een icoon in de collectie Belgisch design. Michael Graves, Bořek Šípek, Richard Meier, Hans Hollein en Aldo Rossi volgen.

#### Internationaal design
Namen als Ron Arad, Toyo Ito, Hella Jongerius, Peter Opsvik, Barbara Nanning, Marc Newson, Philippe Starck, Marcel Wanders en František Vízner geven een internationaal kader aan de collectie.

#### Modern en actueel Belgisch design
Design Museum Gent bezit objecten van Belgische ontwerpers zoals Frans van Praet, Maarten Van Severen, Big Game, Hans De Pelsmacker, Lachaert & d’Hanis, Marc Supply, Xavier Lust, Pol Quadens, Quinze & Milan, Fabiaan Van Severen, Weyers & Borms, Dirk Wynants. Voor de keramiek staan Piet Stockmans, Tjok Dessauvage, Arthur Vermeiren, Rik Vandewege en Ann Van Hoey paraat. Glas komt uit de ovens van het Antwerpse collectief L’Anverre en Carine Neutjens. Zilver is van de hand van Jean Lemmens en Siegfried De Buck, Nedda El-Asmar en David Huycke. Bagage van Samsonite (ontwerper Erik Sijmons) en van Hedgren en Kipling (ontwerper Xavier Kegels) is ook aanwezig. De jongere Belgische generatie is met Muller Van Severen, Maarten De Ceulaer en Ben Storms ook present.

## Uitbreiding
In de toekomst wil het museum een nieuwe vleugel openen ter hoogte van de Drabstraat. Dat kan een verbinding worden tussen de bestaande tentoonstellingsruimten en de stad. De uitbreiding zal onder meer bestaan uit een restaurant, een museumwinkel en ontmoetingsplaatsen.  

## Tentoonstellingen

### 2010
- Richard Hutten
- The Scandinavian Touch in Belgian Furniture - 1951-1966
- Transit Cases - stoelen uit Mexico
- De best verzorgde boeken - Plantin Moretusprijs 2010
- De stille kracht van thee
- Piet(er) Stockmans - Een meesterlijk dilemma. Design in porselein
- Super Normal - Sensations of the ordinary
- Nilton Cunha - Good Luck!
- De stoel .03 van Maarten Van Severen - De geboorte van een designicoon
- Art nouveau en art deco uit Nederland - Een selectie uit de collecties van het Drents Museum in Assen

### 2011
- Fantasy Design
- L'Objet Sublime - Franse keramiek 1875-1945
- De Best Vormgegeven Boeken 2011
- Esprit Porcelaine - Hedendaags porselein uit Limoges
- Die Essenz der Dinge - Design en de Kunst van het Vereenvoudigen
- Johanna Dahm - Ringen
- Kaj Franck - Fins designicoon
- Coca-Cola: 125 jaar design

### 2012
- Dirk Wynants - Design Works?
- Eeuwige lente - Barbara Nanning
- Tafelgesprekken - Tussen Sofie Lachaert en Sergio Herman
- De Best Vormgegeven Boeken 2012
- Pieter De Bruyne (1931-1987) - Pionier van het postmoderne
- Destrøy/Design - Een selectie uit de collectie van Frac Nord-Pas de Calais
- Shiro Kuramata (1934-1991) - Revolutionair Japans designer
- Schoonhoven Silver Award 2012

### 2013
- D.E.S.I.G.N.
- Architecten en zilver
- Peter De Greef (1901-1985)
- Peter Behrens (1868-1940)

### 2014
- Gelinkt: de collectie netwerkt
- Seguso Vetri d’Arte (1932-1973)
- Brilliant by Design
- Dyson Design
- Finn Juhl, een Deens designicoon
- No Design to Waste

### 2015
- Kunststof natuurlijk
- Lightopia
- Provinciale Prijs voor Vormgeving 2014
- Van Vlinders en Mieren
- Natuurlijk, Jong!
- De Invasie toont
- Sanny Winters – Gent Xtra Bold
- 7 cool architects
- Maarten Van Severen & Co. Over ontwerpers, kunstenaars & makers
- Design Derby BE/NL 1815 - 2015

## Afbeeldingen

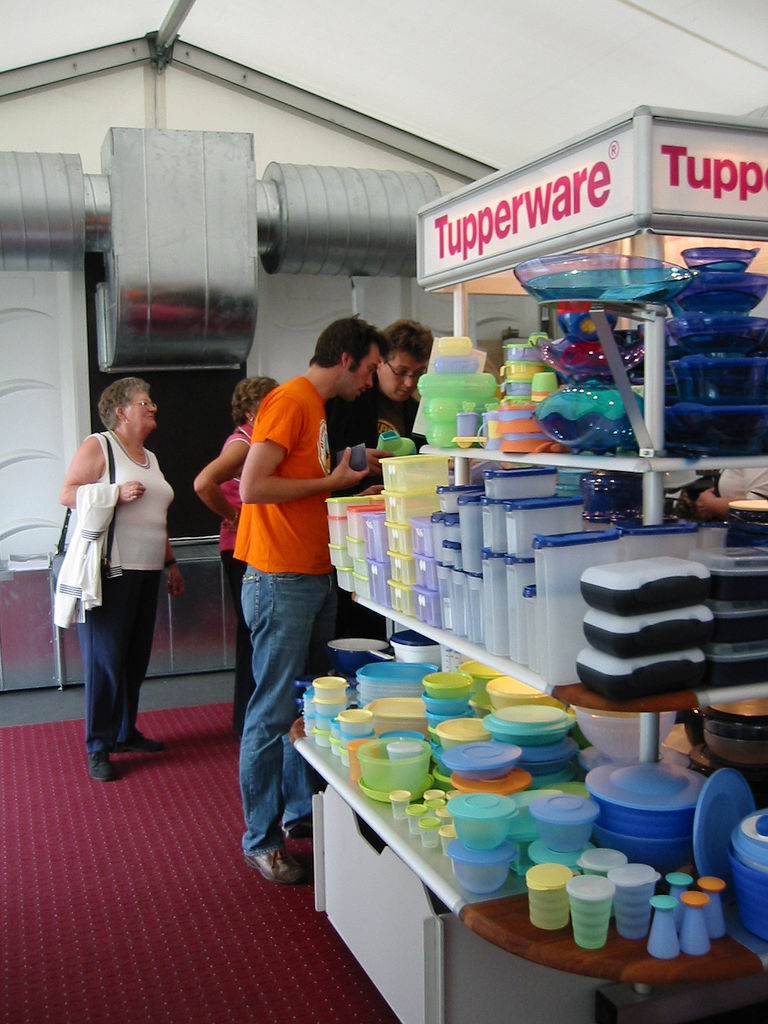
Tupperware
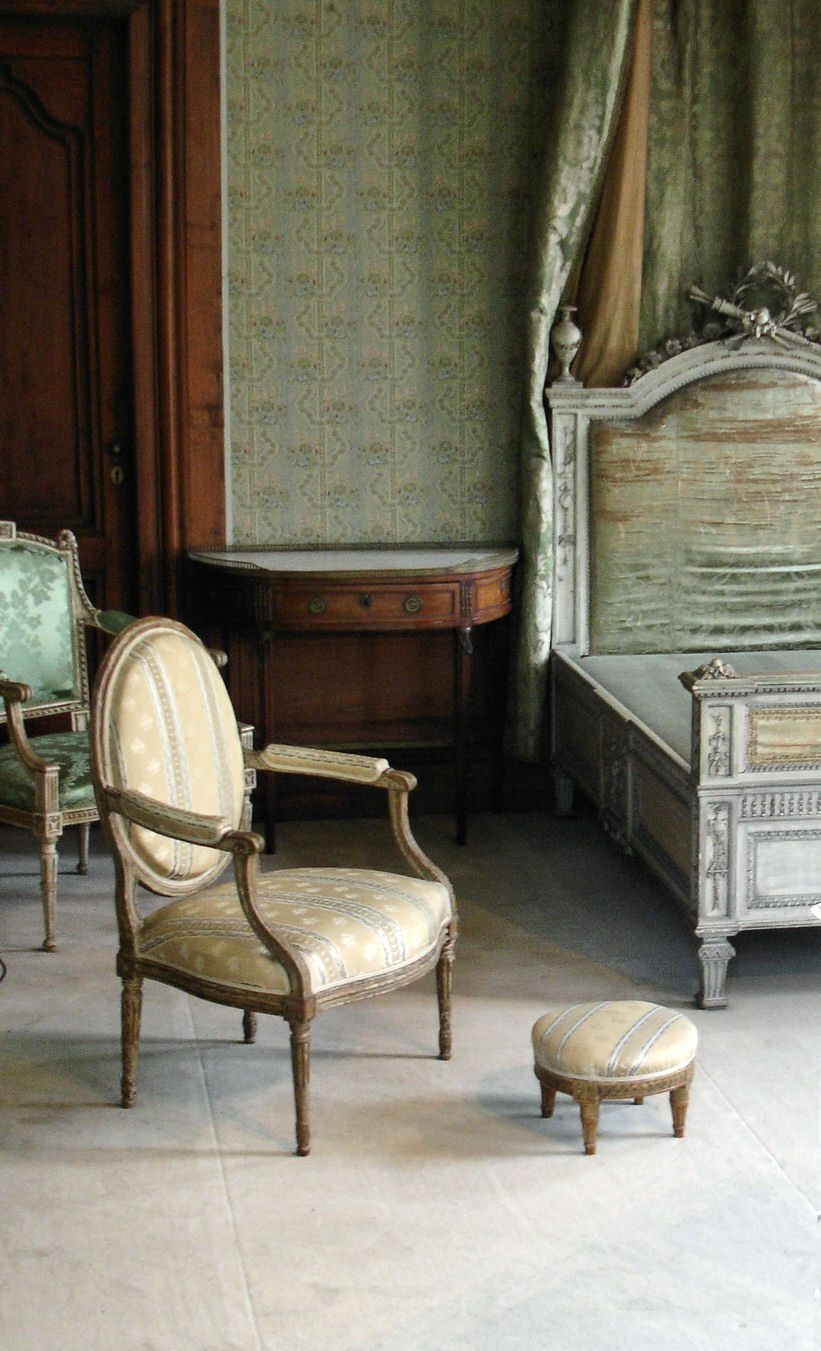
Sierkamer in het Hotel de Coninck
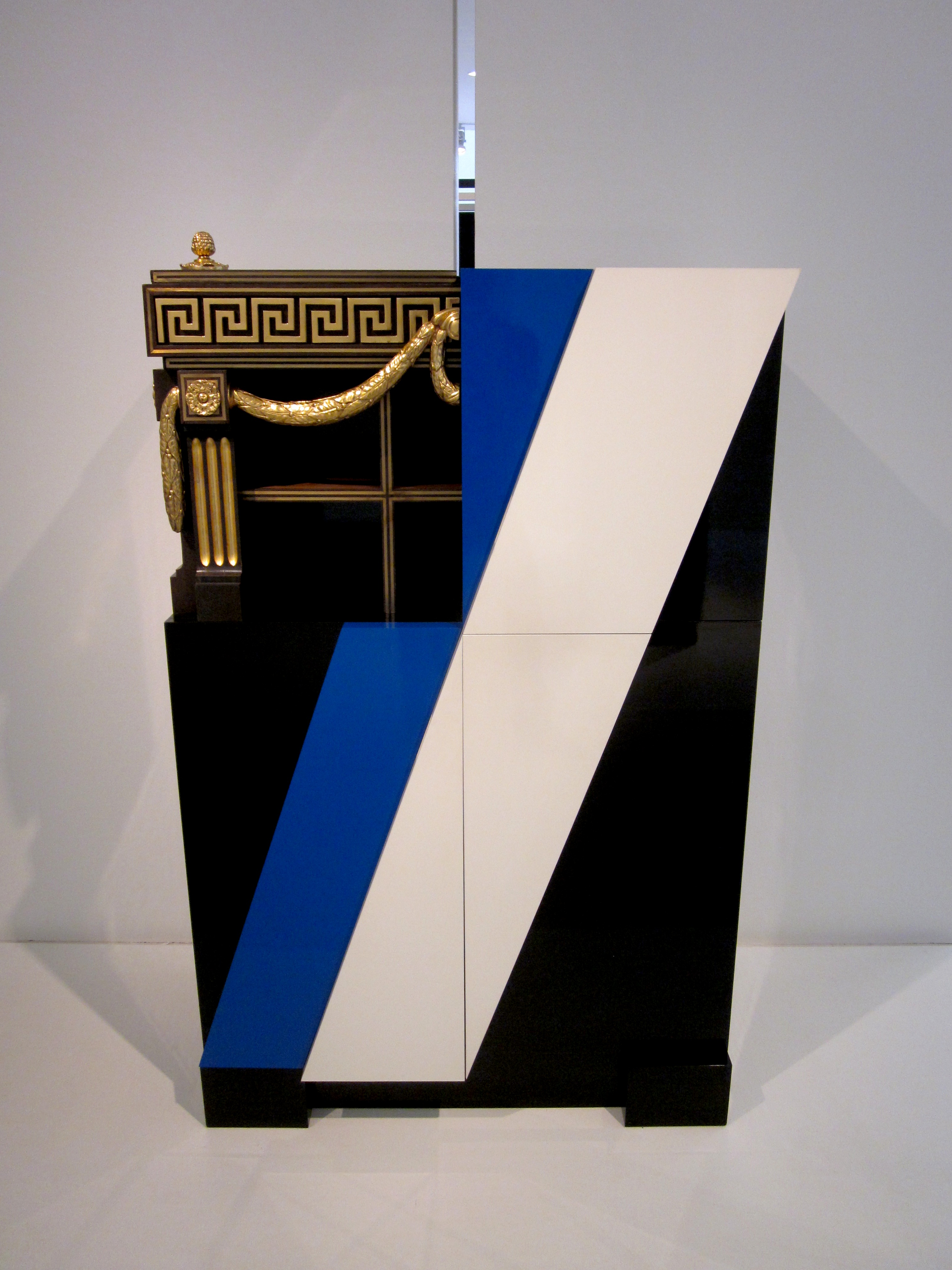
Kast Chantilly van Pieter De Bruyne
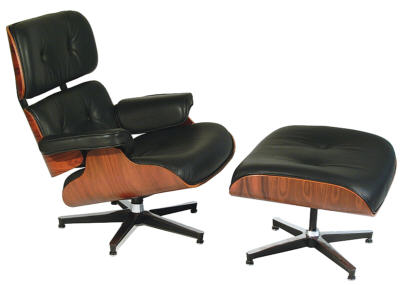
Eames Lounge Chair en Ottoman
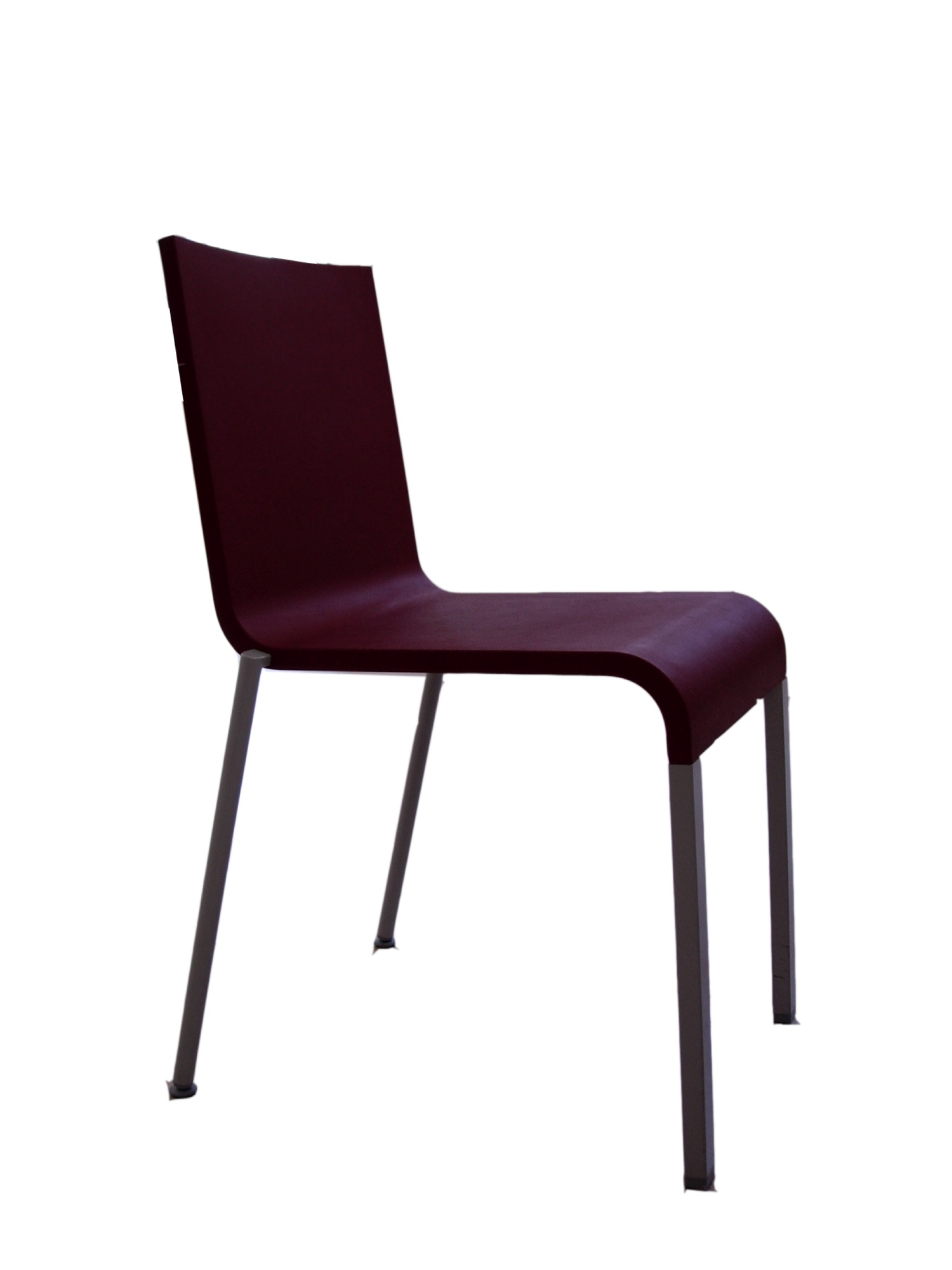
.03 van Maarten Van Severen
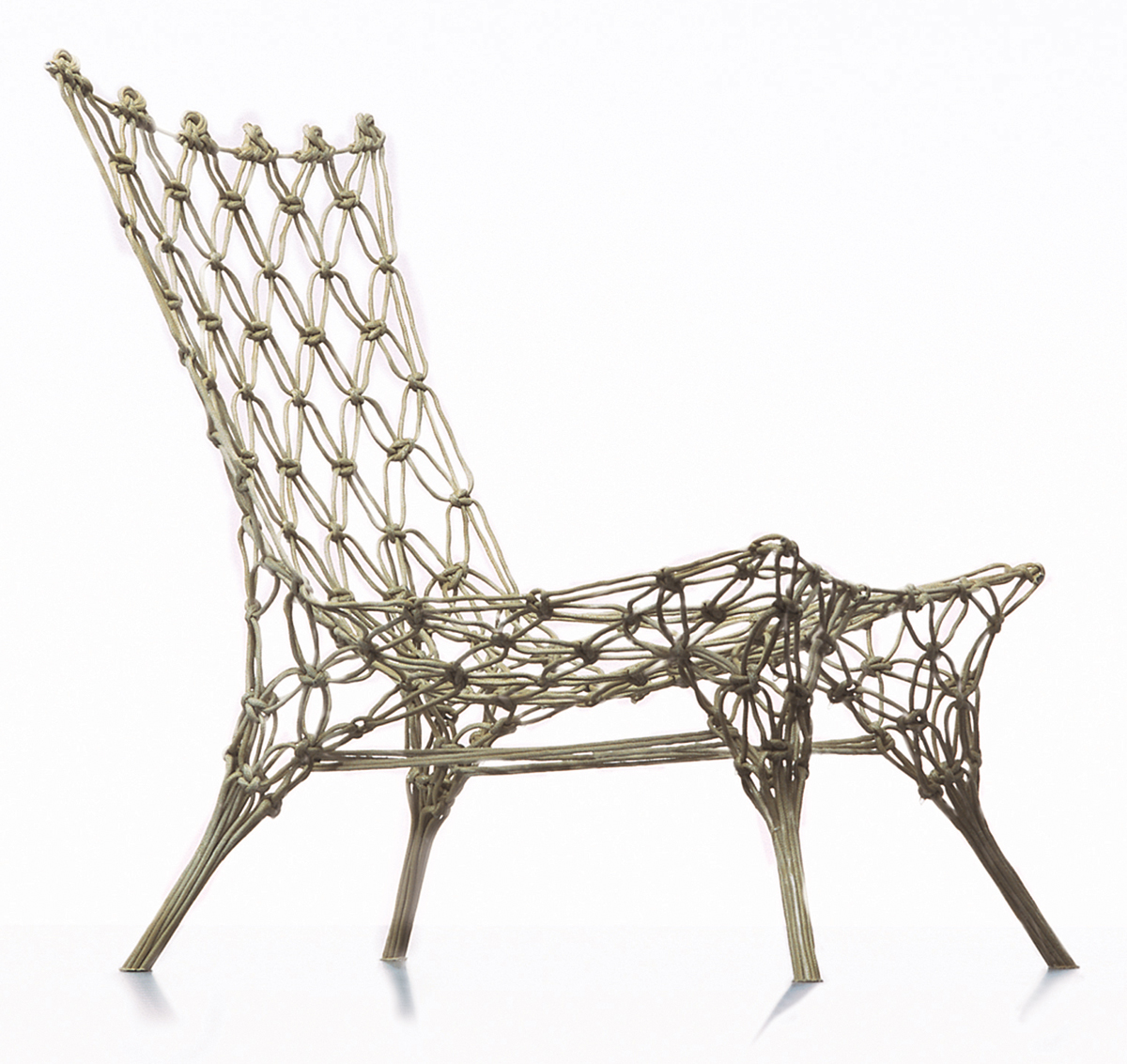
Knotted Chair van Marcel Wanders